# Rosa × alba
Rosa × alba, más comúnmente conocida como rosa blanca, es el nombre colectivo para una especie híbrida de rosal originario de Europa en donde se conoce desde la antigüedad y se cultiva desde el Renacimiento.
Esto es en realidad un grupo de híbridos, cuya relación es incierta, probablemente a partir de cruces entre Rosa gallica × Rosa corymbifera o bien Rosa ×damascena × Rosa canina.

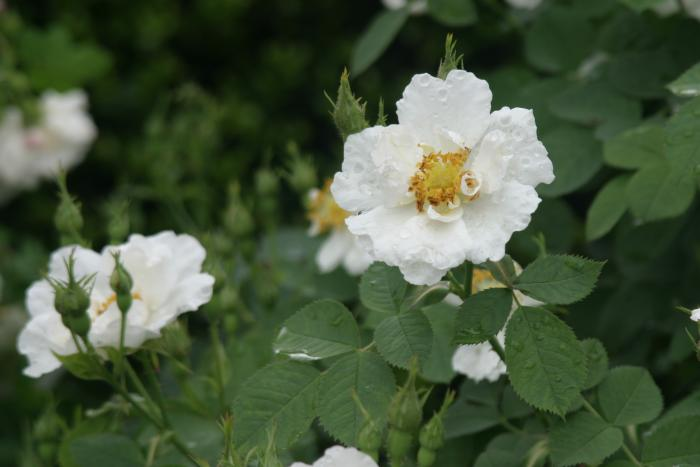
Rosa ×alba 'Semi-plena', la rosa blanca de York

## Descripción
La rosa alba es un arbusto con una forma informal, caduco, espinoso, vigoroso, de crecimiento vertical, que puede llegar a 2 m de altura. Los tallos densamente poblados con espinas curvadas y cerdas rígidas. Las hojas sin brillo y coriáceas son pinnadas, con cinco (raramente siete) folíolos ovales o redondeados de unos cinco centímetros de largo, con un borde estrecho, sin pelos glandulares.
Las flores son blancas y fragantes de 6 a 8 cm de diámetro, son sencillas (cinco pétalos) o dobles y se agrupan en corimbos. Las flores aparecen a principios del verano (no repiten la floración).
El fruto es un cinorrodón globoso a oblongo de 1.2 cm de diámetro, de color rojo cuando está maduro.
Se considera un tipo importante de las viejas rosas del jardín, y también es importante por su lugar prominente en el pedigrí de muchos otros tipos.

### Variedades cultivadas
El híbrido se divide en las variedades:
- Rosa ×alba
- Rosa ×alba 'Semiplena', rosa blanca de York, ya cultivada por los romanos, que existe aún actualmente en modo silvestre en el Kurdistán,
- Rosa ×alba 'Maxima', o rosa de los Jacobitas, desporte  de 'Semiplena', con grandes flores blancas dobles,
- Rosa ×alba 'Incarnata', o 'La Royale', flores de color rosa claro, casi dobles, muy antiguas (presente en pinturas del siglo XV).

## Híbridos

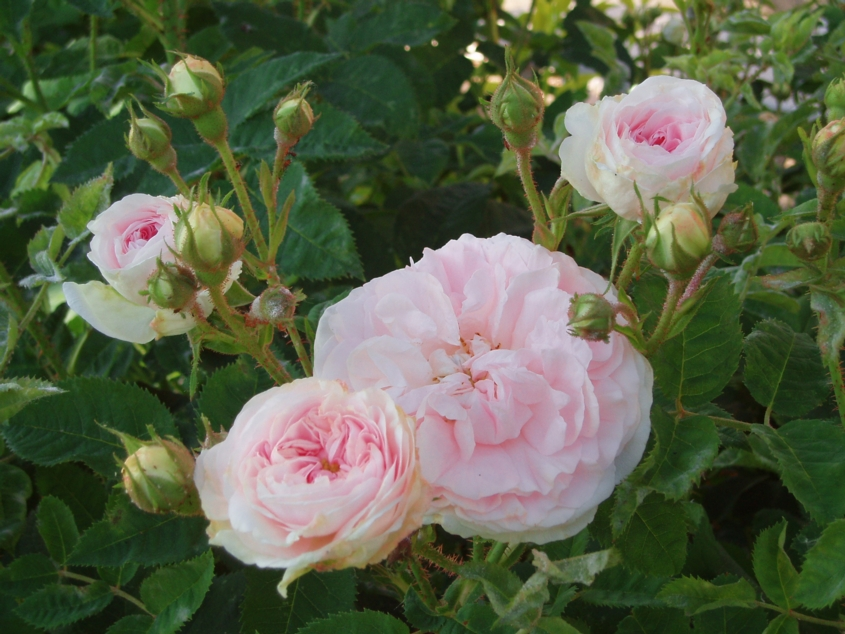
La rosa 'Cuisse de nymphe émue'.

- La rosas 'Cuisse de Nymphe', 'Cuisse de Nymphe émue' y 'Petite Cuisse de Nymphe', flores dobles de color rosa muy pálido,
- 'Celestial', con flores semi dobles de color rosa pálido,
- 'Pompon Parfait' o 'Pompon Blanc Parfait',
- 'York et Lancaster' (para algunos Rosa ×damascena 'versicolor'), con grandes flores rosas y blancas.[5]

## Taxonomía
Rosa alba fue descrita por Carlos Linneo y publicado en Flora Britannica 2: 539–540. 1800.
Etimología
Rosa: nombre genérico que proviene directamente y sin cambios del latín rosa que deriva a su vez del griego antiguo rhódon, , con el significado que conocemos: «la rosa» o «la flor del rosal»
alba: epíteto latíno que significa "de color blanco".
Sinonimia
- Crepinia collina (Jacq.) Gand.
- Rosa alba L.
- Rosa canina var. hortensis Griess.
- Rosa × collina Jacq.[7]

Variedad aceptada
- Rosa alba f. suaveolens Dieck